# Manuel Pérez Badía
Manuel Pérez y Badía (Madrid, 1846 - Montevideo (Uruguay), 1901) fue un compositor, violinista y director de orquesta español del Romanticismo.

## Biografía
Hizo los estudios en su villa natal, donde fue discípulo de Monasterio. Después formó parte de la Sociedad de Cuartetos dirigida por aquel célebre violinista, y también figuró como concertista en la orquesta del Teatro Real (Madrid), del que fue, además, director varias temporadas, y también del Teatro de la Comedia. En 1889 se presentó con éxito extraordinario al público en París, y más adelante se trasladó a República Argentina radicándose, luego, en Uruguay.
En dicho país fue director de la Sociedad Beethoven a partir de 1897 hasta su muerte. Fue también, director de la Orquesta del Teatro Solís siendo sustituido por el músico Luis Sambucetti luego de su muerte.
Un espacio abierto en la ciudad de Montevideo lo recuerda y homenajea.